# Истринская волость
И́стринская волость или Истренская волость (латыш. Istras pagasts) — одна из двадцати пяти территориальных единиц Лудзенского края Латвии.
Граничит с Рунденской, Лаудерской, Пасиенской волостями своего края и с Шкяунской волостью Краславского края.
Волостным центром является село Вецслабада (латыш. Vecslabada, латг. Vacsloboda).

## Население
По данным переписи населения Латвии 2011 года, из 661 жителя Истринской волости русские составляли  70,65 % (467 чел.), латыши —  19,67 % (130 чел.), белорусы —  6,05 % (40 чел.), украинцы —  1,66 % (11 чел.), поляки —  1,06 % (7 чел.).

## География
Реки: Плисунка, Истра, Сарьянка и др. Озёра: Каушэзерс и др.